# Gazette du bon ton
La Gazette du bon ton est une revue de mode fondée à Paris fin 1912 par Lucien Vogel, et Michel de Brunhoff, constituée principalement d'articles et d'illustrations de mode.

## Historique

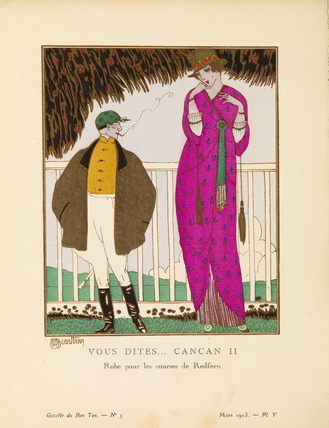
La Gazette du Bon Ton, no 5 (« Robe pour les courses de Redfern »).

Lucien Vogel, qui s'est doublement inspiré de l'idée de Paul Poiret de publier des albums d'illustrations dans les années 1910, ainsi que de la revue Journal des dames et des modes fondée  en juin 1912 par Tommaso Angostini, publie avec son épouse Cosette et son beau-frère Michel de Brunhoff, le futur rédacteur en chef de l'édition française de Vogue dans les décennies suivantes, la Gazette du Bon Ton en novembre 1912. Revue luxueuse publiée en France par la Librairie centrale des beaux-arts, autrement dit par Émile Lévy, qui avait lancé en 1897 la revue Art & Décoration et vendue sur abonnement annuel au prix de 100 francs, elle est distribuée par Condé Nast aux États-Unis, et prend le titre de la Gazette du Bon Genre sur le territoire américain. Elle prend le nom de Gazette une fois publiée à Berlin en 1913. Avant la Guerre, alors que Condé Montrose Nast (en) vient de racheter Vogue, il s'intéresse aux artistes collaborant à la Gazette et publie ponctuellement des dessins de ceux-ci ; durant la Guerre, alors que la publication est suspendue, Nast fait travailler plus souvent les illustrateurs français, mais toujours de façon marginale, sauf à accorder à certains la réalisation de la couverture de Vogue. C'est seulement à l'été 1922 que six illustrateurs de la Gazette seront en vedette dans le Vogue d'outre-atlantique, mais durant peu de temps.
Bien qu'interrompue lors de la Guerre (seulement publiée au milieu de l'année en 1915) jusqu'en 1920, elle est revendue par Vogel en 1921 à Condé Montrose Nast (en) mais paraît jusqu'en 1925, soit soixante-neuf numéros tirés chacun à environ 2 000 exemplaires. La direction est alors confiée à Jean Labusquière et le siège parisien s'installe au 222 rue de Rivoli.
La collection complète comprend 573 planches peintes au pochoir et 148 croquis, l'ensemble représentant des modèles de grands couturiers. Chaque fascicule, considéré comme élitiste et cher, constitue un album de luxe, imprimé sur beau papier, en caractères Cochin, police de caractères inédite à l'époque, créée spécialement par Georges Peignot.
À l'origine, Vogel réunit un groupe de sept illustrateurs et crée les Chevaliers du bracelet. Tout d'abord André Édouard Marty et Pierre Brissaud, suivis de Georges Lepape et Dammicourt ; et enfin ses amis de l'École des beaux-arts que sont George Barbier, Bernard Boutet de Monvel, ou Charles Martin.
Puis de nouveaux artistes collaborent par la suite à la Gazette : Guy Arnoux, Léon Bakst, Alex Rzewuski, Vladimir Barjansky, Benito, Umberto Brunelleschi, Chas Laborde, Jean-Gabriel Domergue, André Dignimont, Raoul Dufy, Édouard Halouze, Alexandre Iacovleff, Jean Émile Laboureur, Charles Loupot, Maggie Salcedo, Marthe Jeannest, Xavier Gosé, Louis Strimpl ou encore Drian. Ces dessinateurs, quasiment inconnus et pour certains relativement jeunes lorsque Lucien Vogel fait appel à eux, imposeront une nouvelle image de la femme et deviendront quelques années après des artistes confirmés « recherchés ». Ils garderont de leur collaboration à cette revue un socle esthétique commun et exposeront leurs œuvres sous le nom de Collaborateurs de la Gazette du Bon Ton. Vogel réunit également des couturiers, écrivains et peintres au sein de sa rédaction, la Gazette abordant en plus de la mode des sujets comme la décoration ou l'art de vivre, et comprenant des éditoriaux et des publicités : le sous titre de la revue, telle une définition, est « Art, Modes et Frivolités ».
Les planches volantes disponibles dans la Gazette représentent les robes des couturiers de l'époque, dont sept sont considérés comme « soutiens », : Louise Chéruit, Georges Dœuillet, Jeanne Paquin, Poiret, Worth, Doucet, Redfern, qui participent tous au contenu de la Gazette en fournissant un modèle exclusif par numéro ; certains sont considérés comme « soutiens » de la Gazette. Environ un tiers des planches ne figurent aucun modèle réel, mais seulement l'idée que l'artiste se fait de la mode du moment. Ces planches d'illustration sont alors réalisées avec la technique du pochoir métallique. Les couturiers soutiens de la gazette après 1920 évoluent : outre Poiret et Worth, toujours fidèles, il y a désormais les maisons Beer, Lanvin et Madeleine Vionnet.
Des écrivains y donnent des textes : Roger Boutet de Monvel (illustré par son frère Bernard), Jean Cocteau, Henri de Régnier, Pierre Mac Orlan, Raymond Radiguet, Jean-Louis Vaudoyer, Gérard Bauër, Marcel Duminy, Louis Léon Martin, Nicolas Bonnechose, Georges Armand Masson, Hervé Lauwick…
La naissance de la Gazette du bon ton est aujourd'hui regardée par les historiens comme un événement dans l'histoire de l'édition de mode. C'est la première revue qui allie souci esthétique, exigence de beauté et d'unité plastique car « entend traiter la mode comme une discipline des « beaux-arts » à part entière » ; c'est également la première revue qui rassemble autant de personnalités et talents variés. Cette revue aura une courte et irrégulière existence, un faible tirage, mais une influence considérable, à commencer par Condé Montrose Nast qui s'en inspirera pour développer l'édition américaine de Vogue.

## Planches

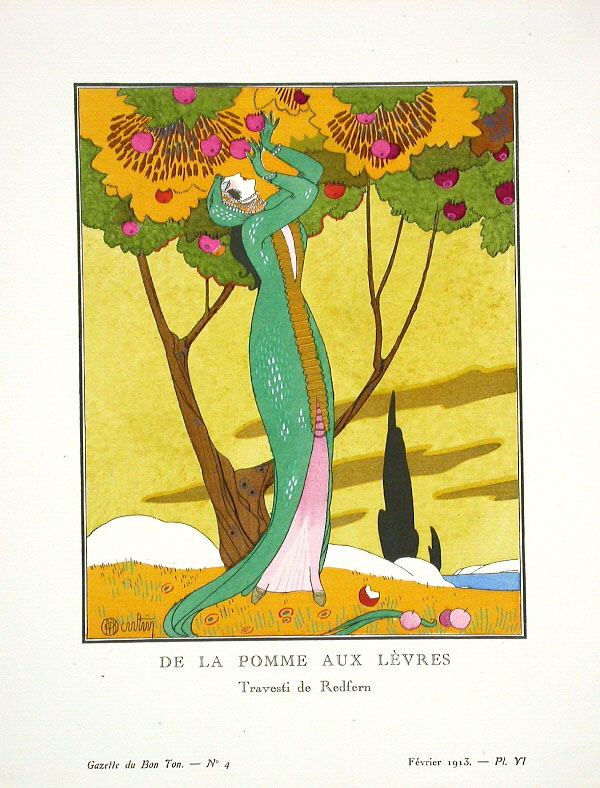
George Barbier 1913
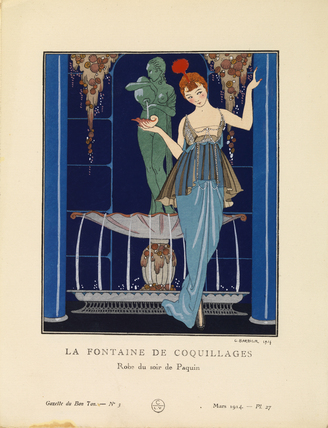
George Barbier 1914
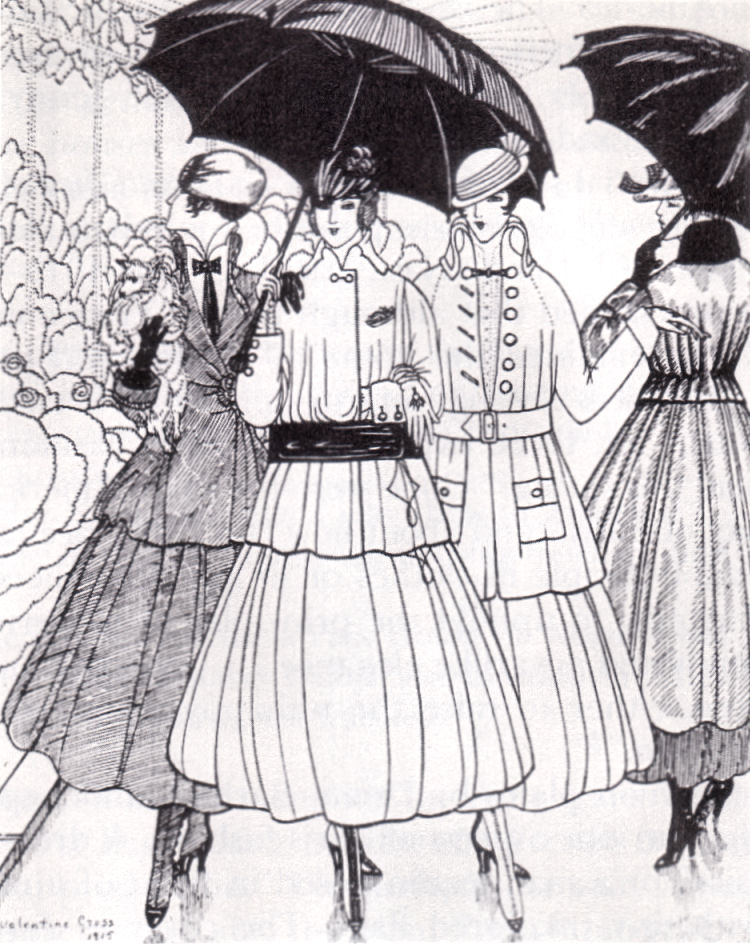
Valentine Gross 1915
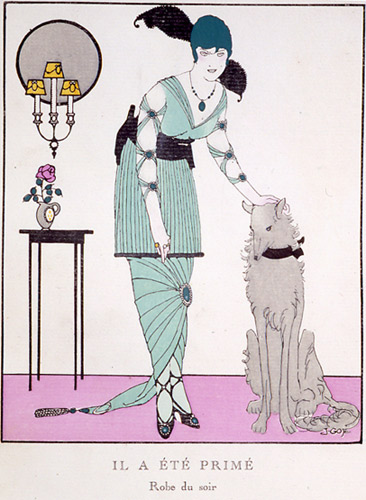
Xavier Gosé 1914